# Smiřice (zámek)
Zámek ve Smiřicích ve stejnojmenném městě na Královéhradecku byl vybudován na místě někdejší tvrze, která je poprvé zmiňována již na konci 14. století. O tři století později byla tvrz přestavěna na zámek, který je propojen s kaplí Zjevení Páně. 
Zámek je chráněn jako kulturní památka, kaple Zjevení Páně je od roku 1995 národní kulturní památkou.

## Historie
První zmínka o tvrzi ve Smiřicích pochází z roku 1392. Do roku 1476 byla v držení rodu Smiřických ze Smiřic, poté od roku 1498 ji vlastnili Trčkové z Lípy.
Trčkové nechali tvrz někdy v polovině 16. století renesančně přestavět na zámek podle italských vzorů. Původní tvrz tvořící dnešní východní křídlo zámku byla rozšířena kolem obdélného nádvoří.
V roce 1661 získal panství Antonín Pankrác Gallas a nechal zámek raně barokně upravit. O 24 let později ho prodal Isabele Magdaleně Šternberkové. V době, kdy byl v majetku jejího syna Jana Josefa, byly u zámku dostavěny hospodářské budovy. V letech 1696–1699 byla vystavěna mohutná vrcholně barokní kaple Zjevení Páně, která je se zámkem propojena.

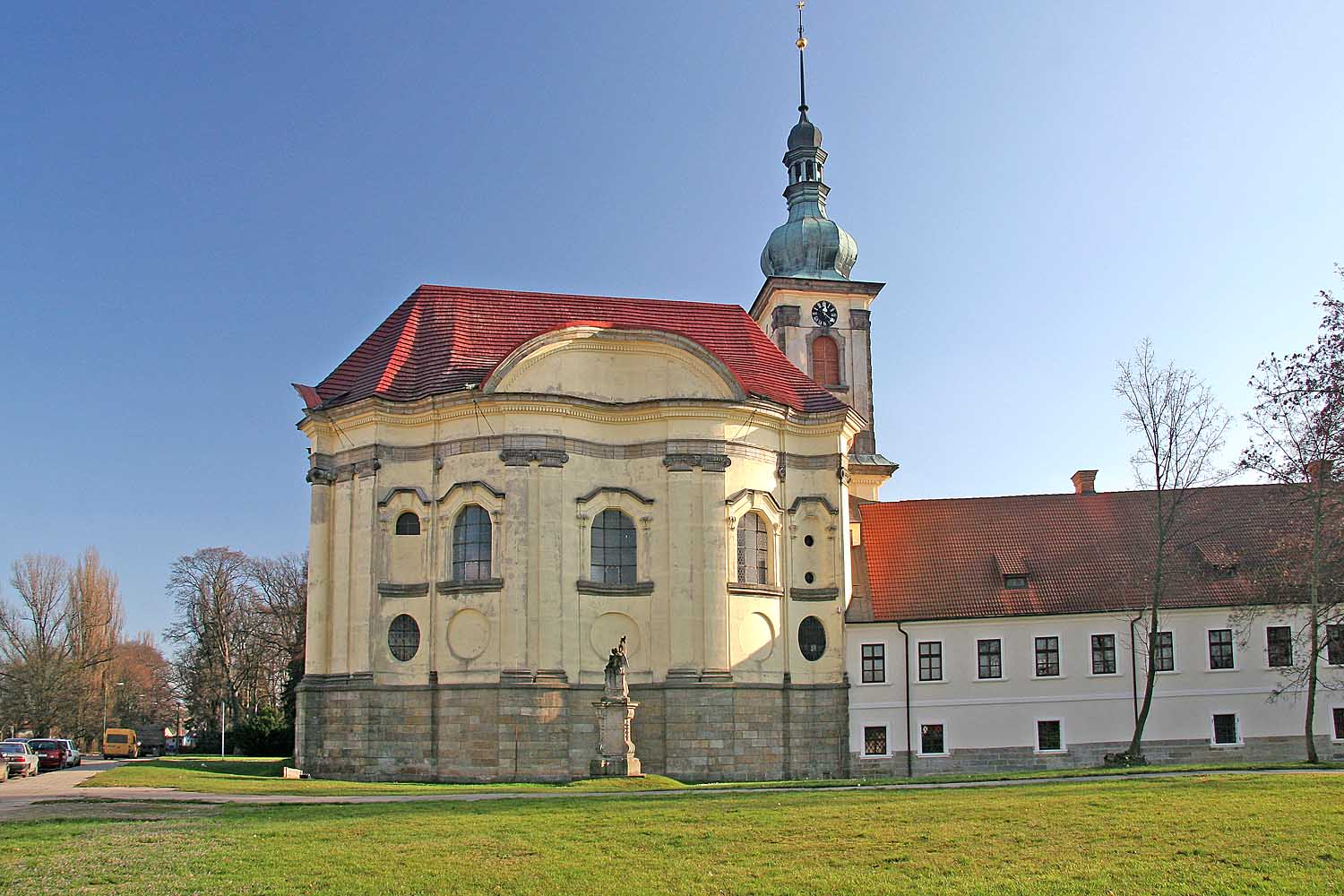
Kaple Zjevení Páně

V roce 1715 se díky sňatku dostal zámek do vlastnictví rodu Paarů. Jan Václav z Paaru ho posléze prodal císaři Josefovi II. Zámek začal sloužit jako nemocnice, později zde sídlila správa císařského panství a bydleli zde úředníci. 
V roce 1863 koupil panství Smiřice včetně zámku liberecký podnikatel Johann Liebieg, který nechal zámek zmodernizovat. Po 18 letech jej prodal zpět správě císařských panství. 
V roce 1918 tak zámek připadl státu. Až do roku 1950 zde fungovala rolnická škola. Poté tady sídlilo ředitelství Státního statku a později podniku Velkovýkrmen Praha. Poté se vlastníkem zámku stalo město Smiřice, které jej posléze prodalo belgickému výtvarníkovi Peteru Weidenbaumovi. Od roku 2013 prochází zámek rekonstrukcí.